# Атмосферные явления
Атмосфе́рные явле́ния — видимое проявление сложных физико-химических процессов, происходящих в воздушной оболочке Земли — атмосфере.

## Классификация
Группы атмосферных явлений:
1. Жидкие и твёрдые гидрометеоры — совокупность капель воды или частичек льда, парящих в воздухе (облака, туманы), выпадающие из атмосферы осадки (дождь, морось, снег, град, ледяной дождь, ледяная крупа, снежная крупа, снежные зёрна), образующиеся на земной поверхности и расположенных на ней предметах наземные гидрометеоры (роса, иней, ледяные иглы, изморозь (кристаллическая и зернистая), твёрдый налёт, гололёд, гололедица);
2. Литометеоры — совокупность твёрдых (не водных) частиц, которые поднимаются ветром с земной поверхности: 1) пыль, взвешенная в воздухе; 2) пыльный (песчаный) позёмок и пылевые вихри; 3) пыльная (песчаная) буря; 4) мгла, как сплошное помутнение воздуха, вызванное увеличением концентрации взвешенных частичек мельчайшего песка и пыли, гари и т. п.[1];
3. Электрические явления — световые и звуковые проявления атмосферного электричества (гроза, зарница, огни святого Эльма, шаровая молния);
4. Оптические явления — последствия преломления или дифракции солнечного или лунного света в атмосфере (радуга, гало, мираж, круг вокруг Луны, венец вокруг Солнца, венец вокруг Луны, солнечный столб, заря, глория);
5. Неклассифицированные — шквал, вихрь, смерч, мгла[1].

Всем перечисленным явлениям присвоены специальные условные знаки, используемые при записи метеонаблюдений.